# Santa Fe Trail

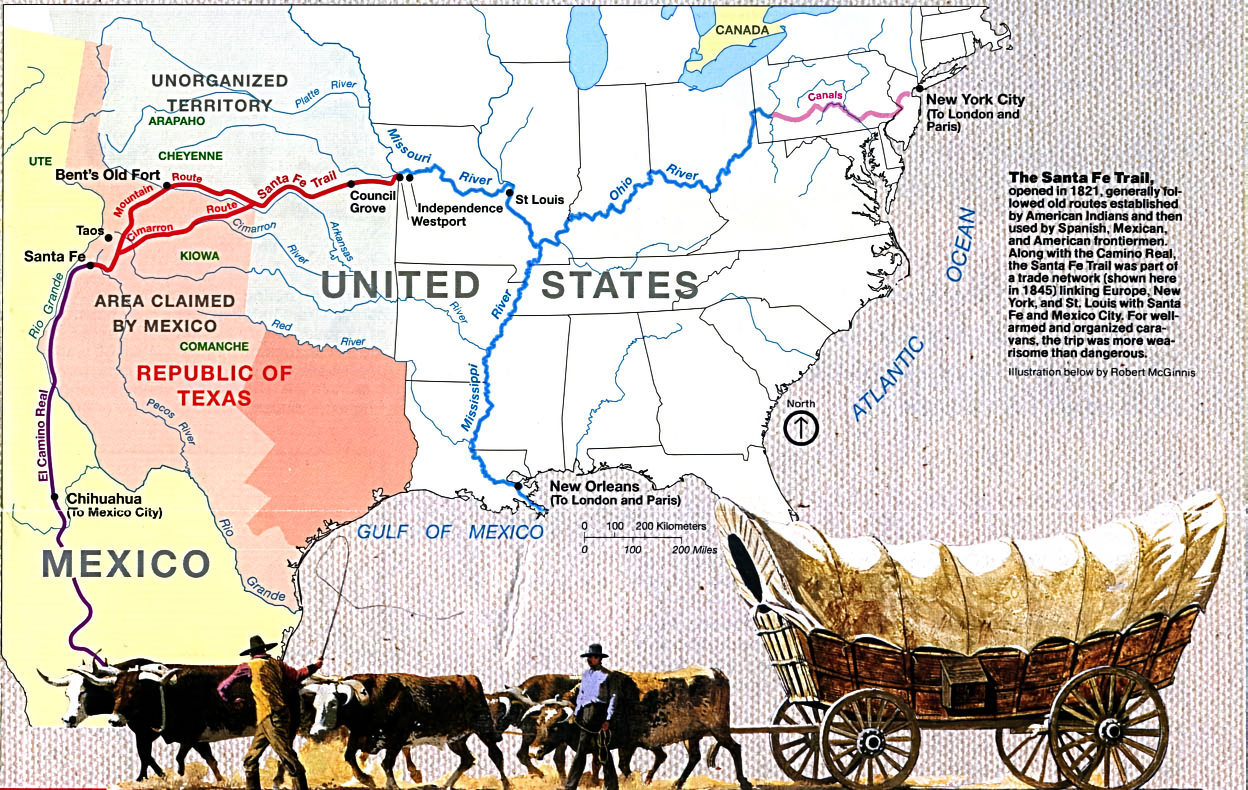

A Santa Fe Trail egy 19. századi útvonal volt Észak-Amerika középső részén, amely a Missouri állambeli Franklint kötötte össze az új-mexikói Santa Fével. Az ösvényt 1821-ben William Becknell nyitotta meg, aki a Missouri folyó mentén fekvő Boonslick régióból indult, és 1880-ig, a vasút Santa Fe-be való megérkezéséig létfontosságú kereskedelmi útvonalként szolgált. Santa Fe közel volt a Mexikóvárosból érkező kereskedelmet szállító El Camino Real de Tierra Adentro végéhez. Az ösvény később beépült a National Old Trails Road és a U.S. Route 66 egyes részeibe.
Az útvonal megkerülte Comancheria északi szélét, és áthaladt az északnyugati sarkán, a komancsok területén. Az indiánok, felismerve az értékét, kártérítést követeltek az útvonal átengedéséért. Az amerikai kereskedők úgy képzelték el őket, mint egy másik piacot. A komancsok délebbi, Mexikóban folytatott portyázásai elszigetelték Új-Mexikót, így az még inkább függővé vált az amerikai kereskedelemtől. Azért portyáztak, hogy állandó lóállományt szerezzenek, amelyet eladhattak. Az 1840-es évekre az Arkansas-völgyön keresztül olyan nagy volt az ösvényen a forgalom, hogy a bölénycsordákat elvágták a fontos szezonális legelőterületekről. A túlvadászás mellett ez az élőhelyi zavar is hozzájárult a faj összeomlásához. A komancsok hatalma a térségben akkor csökkent, amikor elvesztették legfontosabb vadállataikat.
1846-ban, a mexikói–amerikai háború idején az Egyesült Államok hadserege a Santa Fe ösvényt használta Új-Mexikó megszállására.
A háborút lezáró délnyugati terület amerikai megszerzése után az ösvény szerves része volt annak, hogy az USA megnyitotta a régiót a gazdasági fejlődés és a letelepedés előtt. Létfontosságú szerepet játszott az USA nyugati terjeszkedésében ezeken az új területeken. Az útvonalról ma a Nemzeti Parkszolgálat Santa Fe National Historic Trail néven emlékezik meg. A nagyjából az ösvény útvonalát követő, Kansas teljes hosszán, Colorado délkeleti sarkán és Új-Mexikó északi részén áthaladó autópálya-útvonalat Santa Fe Trail National Scenic Byway néven jelölték ki.

## Története
A Santa Fe Trail a 18. század második felében az észak-amerikai őslakosok, valamint az európai prémvadászok és kereskedők által megnyitott közlekedési útvonal volt. Később a 19. században, a Louisiana megvásárlását követően az Amerikai Egyesült Államokból érkezők is széles körben használták. A kereskedők és telepesek a Missouri állambeli Independence-t az új-mexikói Santa Fével összekötő útvonalon szelték át Észak-Amerika délnyugati részét. Missouri államban a fő piac St. Louis volt, amelynek kikötője a Mississippi folyón feküdt.
1719-ben Claude Charles Du Tisne francia tisztet a francia hatóságok azzal bízták meg, hogy alakítson ki egy útvonalat az új-mexikói Santa Fe spanyol kolóniával való kereskedelemhez. Ez az első expedíció, amely az Illinois állambeli Kaskaskiából indult, kudarcot vallott, mivel a kansasi indián törzsek megállították. Ezután, a francia, majd a spanyol fennhatóság alatt álló Louisiana-rendszer idején Pierre Antoine és Paul Mallet francia kereskedők 1739-ben és 1740-ben tettek egy-egy utat, amely szintén az illinois-i Kaskaskaskia városából indult, eljutott Santa Fébe és visszatért onnan. További expedíciókat indítottak 1741-ben és 1750-ben, amelyek az indiánok és a spanyolok különböző kihívásaival szembesültek. Ezután Pierre Vial francia felfedező 1792-ben újabb úttörő utat tett az útvonalon, és a St. Louis-i francia kereskedők és prémvadászok fokozatosan szőrmekereskedelmi fölényt szereztek a spanyoloktól Santa Fében, valamint az e hatalmas területen élő indián törzsekkel szemben. Más francia kereskedők és prémvadászok is tettek utakat az útvonalon St. Louisból, például Auguste Pierre Chouteau és Jules de Mun 1815-ben, akiket a spanyol hatóságok letartóztattak Santa Fében.
Miután Louisiana 1803-ban elkelt az Egyesült Államoknak (Louisiana Purchase), az amerikaiak 1822-től kezdve javították és népszerűsítették a Santa Fe Trail-t, hogy kihasználják a Mexikóval való új kereskedelmi lehetőségeket, amely a mexikói függetlenségi háborúban éppen akkor nyerte el függetlenségét Spanyolországtól. A feldolgozott árukat Missouriból Santa Fe-be szállították, amely akkoriban az észak-mexikói Nuevo Mexico államban volt.
A szabad föld birtoklásának lehetőségét kereső telepesek szekérkaravánokkal követték a különböző kivándorlási útvonalakat, amelyek nyugati irányba ágaznak el. A nyilvánvaló végzet politikai filozófiája, vagyis az az elképzelés, hogy az Egyesült Államoknak az egyik parttól a másikig kellene terjednie, uralta az országos politikai vitákat. Az ösvény a Mississippi és a Missouri mentén fekvő belső kikötővárosokat és azok szekérkaraván-felszerelőit kötötte össze a nyugati célpontokkal. Az ösvényt arra használták, hogy a középső síkságokról termékeket szállítsanak a Missouri állambeli St. Joseph és Independence városokba.
Az 1820-1830-as években szórványosan fontos szerepet játszott a fordított kereskedelemben is, amelyet a kereskedők arra használtak, hogy élelmiszert és ellátmányt szállítsanak a távoli északnyugati, különösen a belső északnyugati területeken a szőrmecsapdások és a hegyi emberek számára Idaho, Wyoming, Colorado és Montana államokba. Öszvérutak (trapperek útjai) vezettek északi pontokra, hogy ellássák a jövedelmező szárazföldi szőrmekereskedelmet a csendes-óceáni partvidék kikötőiben.

## A vasút anyja

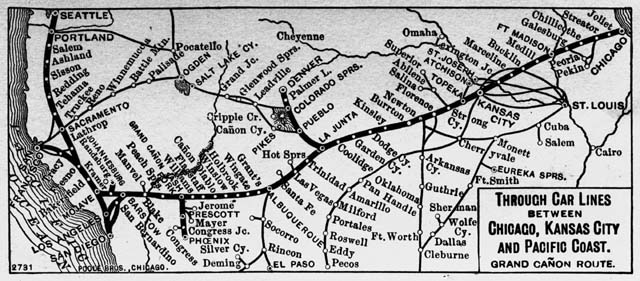
A Santa Fe vasútvonal menti összeköttetések, amelyek az AT&SF fővonalának főbb rendszeres megállóit mutatják, beleértve a marhahajtó célállomásokat, mint például Dodge City. Nem véletlen, hogy e kansasi, coloradói és új-mexikói városok többségét szintén a Santa Fe Trail szolgálta ki először

1863-ban, a vasúti törvényhozás körüli politikai civakodások közepette a vállalkozók kinyitották a zsebüket, és az amerikai Délnyugatot vették célba, ami az Atchison, Topeka and Santa Fe Railway fokozatos, keletről nyugatra történő megépítéséhez vezetett; a név névadója az alapítók szándékait tükrözi, a várható keleti végállomás a kansasi Atchisonban lesz.
Kansason belül az AT&SF útpályája nagyjából párhuzamosan haladt a Santa Fe Trail-tel Topekától nyugatra, ahogy az 1868 és 1874 között terjeszkedett. Amikor vasúti hidat építettek a Missouri folyón, hogy a keleti piacokat összekapcsolják a Dodge City-i szarvasmarha-útvonallal és a coloradói szénbányákkal, a vasút a Missouri állambeli Kansas City növekedését is serkentette. A vasút megépítése, hogy nyugat felé, az új-mexikói határon belüli és azon túli célállomásokra is kiterjedjen, késett, és a fiatal vasút továbbra is pénzszűkében volt. A saját bázispiacuk fellendítése érdekében a vasút csomagolt "bevásárló kirándulási ajánlatokat" kezdett kínálni a potenciális vevőknek, akik egy-egy ingatlanparcellát szerettek volna megnézni. A vasút elkezdte kedvezményesen kínálni az ilyen utazásokat a földhivatalok meglátogatására, és a jegy árát a vételár részeként visszaadta, ha az adásvétel létrejött.
A vasútnak a kongresszus által odaítélt földterületek értékesítése elősegítette az új városok és vállalkozások növekedését az útvonal mentén, ami vasúti forgalmat és bevételt generált. Ezzel a pénzügyi bázissal a vasút nyugat felé terjeszkedett, fokozatosan új összeköttetésekkel bővítve a nyugati útvonal mentén a zordabb nyugati vidéken keresztül. A vasúti közlekedés fejlődésével az ösvény forgalma hamarosan pusztán helyi kereskedelemre csökkent. Bizonyos értelemben az első világháború után az ösvény újjászületett; az 1920-as évekre fokozatosan aszfaltozott autóúttá vált.

## Kihívások
Az utazóknak számos nehézséggel kellett szembenézniük a Santa Fe Trail mentén. Az út 900 mérföld (1400 km) hosszú volt, veszélyes síkságokon, forró sivatagokban, valamint meredek és sziklás hegyeken át vezetett. A természetes időjárás kontinentális volt és maradt: nagyon forró és száraz nyarak, hosszú és keservesen hideg telekkel párosulva. Kevés volt az édesvíz, és a magas sztyeppeszerű síkságok szinte fátlanok voltak. A régiót lecsapoló Pecos, Arkansas, Cimarron és Canadian folyók vízhozama egy átlagos évben 90 vagy több százalékos eltérést mutatott. Ezen az ösvényen is, az Oregon-ösvénytől eltérően, komoly veszélyt jelentett az indiánok támadása, mivel sem a komancsok, sem a déli fennsíkok apacsai nem tűrték meg a betolakodókat. 1825-ben a kongresszus megszavazta a Santa Fe Trail szövetségi védelmét, annak ellenére, hogy annak nagy része mexikói területen feküdt. Az élelmiszer- és vízhiány miatt az ösvény nagyon kockázatos volt. Az időjárási viszonyok, például a hatalmas villámlások még nagyobb nehézséget okoztak az utazóknak. Ha vihar alakult ki, gyakran nem volt hol menedéket találni, és a jószágok megijedhettek. A csörgőkígyók gyakran jelentettek veszélyt, és sokan haltak meg kígyómarás miatt. A karavánok mérete később megnőtt, hogy megakadályozzák az indiánok portyázását. Az utazók az öszvérek helyett több ökröt is felszerszámoztak - elsősorban az ökrök nagyobb vonóereje miatt, de azért is, mert az indiánok kevésbé becsülték őket, és így kisebb volt a rablás veszélye.